# Zumbástico Fantástico
Zumbástico Fantástico é um programa de televisão chileno transmitido pela TVN e Cartoon Network (América Latina), o programa dura 30 minutos, foi produzido por "TVN" e "Sólo por las niñas". A série exibida na Cartoon Network a partir de 1 de novembro de 2011, a série contém animações feitas por cartunistas chilenas.

## Descrição
Uma série original de Zumbastico Studios (2011)
Zumbástico Fantástico é muito mais do que um programa. É um grande bloco de animação com filmes curtos novos e incríveis estreados todas as semanas.
"O ombligo surpreendente de Edgar", "Porquinho Canino", "A Liga dos Semi-Heróis", "Pepe, um quadrado em um mundo redondo" e "Telonio e seus demônios" são as séries animadas que fazem parte do Zumbástico Fantástico .
Agora, na Cartoon Network Latin America
17 x 26 '

## Lista de Programas do Zumbástico Fantástico
- Telonio e seus demônios
- Pepe, um quadrado em um mundo redondo
- O ombligo surpreendente de Edgar
- Porquinho Canino
- A Liga dos Semi-Heróis

## Episódios
1. Episódio 1
2. Episódio 2
3. Episódio 3
4. Episódio 4
5. Episódio 5
6. Episódio 6
7. Episódio 7
8. Episódio 8
9. Episódio 9
10. Episódio 10
11. Episódio 11
12. Episódio 12
13. Episódio 13
14. Episódio 14
15. Episódio 15
16. Episódio 16
17. Episódio 17
18. Episódio 18
19. Episódio 19
20. Episódio 20